# Marco financiero plurianual de la Unión Europea
El marco financiero plurianual (MFP, en inglés Multiannual Financial Framework  y abreviadamente MFF) de la Unión Europea es un plan de gasto plurianual que transforma en términos financieros las prioridades de la UE y limita el gasto de la Unión durante un período determinado. El MFP se debe definir para un plazo no inferior a 5 años y en la actualidad se trabaja con acuerdos sobre marcos financieros para periodos de 7 años.
El MFP agrupa las actividades de la Unión en categorías de gasto y asigna un techo máximo que los presupuestos anuales deben respetar. Además define, para cada período de programación, los límites máximos (los importes máximos de créditos de compromiso y créditos de pago) anuales para cada rúbrica (las categorías de gastos). El procedimiento presupuestario anual determina el importe exacto de los gastos y su distribución entre las distintas líneas presupuestarias para el año de que se trate. La distribución del gasto por rúbricas se articula en torno a las prioridades políticas de la Unión para el período en cuestión.
El carácter de compartimento estanco de las rúbricas significa que cada línea presupuestaria se financia en el marco de una rúbrica determinada. Por ello, cada rúbrica debe estar suficientemente dotada para permitir una posible redistribución de los gastos entre las distintas acciones de una misma rúbrica en función de las necesidades o permitir financiar los gastos imprevistos. El margen para imprevistos entre el límite máximo de los recursos propios y el límite máximo de los créditos para pagos, tiene por función:
- permitir revisar el marco financiero, en caso de necesidad, para hacer frente a gastos no previstos al adoptarse las perspectivas financieras;
- contribuir a absorber las consecuencias de un crecimiento económico menor del previsto; en efecto, en estas circunstancias, con una RNB efectiva menos elevada que la prevista, el límite máximo de los créditos para pagos, que es un importe absoluto, puede ser financiado dentro del límite máximo de los recursos propios (expresado en porcentaje del PNB) utilizando el margen.

## Cronología
- Primer marco financiero (1988-1992), denominado Acuerdo Delors I, tenía como prioridad establecer el Mercado interior de la Unión Europea y consolidar el programa marco plurianual de investigación y desarrollo.
- Segundo marco financiero (1993-1999), el Acuerdo Delors II, priorizaba la política social y de cohesión así como la introducción del euro.
- Tercer marco financiero (2000-2006), también denominado Agenda 2000, está centrado en la ampliación de la unión.
- Cuerto marco financiero (2007-2013), pretende centrarse en el crecimiento sostenible y la competitividad como instrumentos para la creación de empleo.
- Quinto marco financiero (2014-2020), aprobado y en vigor. Reglamento 1311/2013 del Consejo de 2 dic 2013. DOCE L347 /884 de 20 dic 2013.

### Sexto marco financiero (2021-2027)
Las negociaciones para el MFP para los años 2021 a 2027 se realizaron de manera prolongada como consecuencia de los cierres en los Estados miembros de la UE provocados por la pandemia de coronavirus.
Fondo masivo de recuperación
Next Generation EU (NGEU) es el fondo masivo de la Comisión Europea de 750 mil millones de euros (en precios constantes de 2018) para la recuperación económica de la Unión Europea, golpeada por la pandemia de COVID-19 en Europa. Acordado el 21 de julio de 2020 por el Consejo Europeo, después de cuatro días de negociación entre los 27 Estados de la Unión, la Comisión Europea comenzó a ejecutar el plan. Se trata de los mayores fondos europeos aprobados en la historia de la UE. El fondo NGEU se extiende a los años 2021-2023 y está ligado al presupuesto de la UE de 2021-2027 (MFF). Los paquetes comprensivos del NGEU y MFF alcanzará el tamaño de 1824,3 millardos de €.
Fondo para la Soberanía Europea
El Fondo para la Soberanía Europea es una propuesta de la Comisión Europea —en el contexto de la revisión del sexto marco financiero plurianual— para respaldar la industria de la Unión Europea en sectores estratégicos a través de la inversión. Aunque el proyecto ha hecho parte del plan de gobierno de la Comisión Von der Leyen desde sus inicios en 2019, las medidas concretas para su desarrollo sólo serán presentadas en el verano boreal de 2023.
El fondo esta enmarcado dentro del Plan Industrial del Pacto Verde que busca aumentar la financiación para las tecnologías limpias ya que según la Comisión «para mantener el atractivo de la industria europea, es necesario ser competitivo con las ofertas y los incentivos disponibles fuera de la UE». La iniciativa ha tomado impulso desde 2022 y sus partidaros la presentan como necesaria para contrarrestar el plan de subsidios verdes (Ley de Reducción de la Inflación) aprobado por el gobierno de Estados Unidos que plantea preocupaciones porque eventualmente discrimina a las empresas comunitarias. Por eso, el Ejecutivo comunitario propondrá una reforma temporal de las reglas sobre ayudas públicas nacionales, con el objetivo de «simplificar» y «acelerar» los procedimientos con «modelos simples de desgravación fiscal» y una ayuda para «plantas de producción en cadenas de valor estratégicas de tecnología limpia, para contrarrestar los riesgos de deslocalización causados por los subsidios extranjeros».
Ya que no todos los Estados miembros disponen de un margen presupuestario suficiente, la Comisión considera que el Plan Industrial del Pacto Verde necesita un fondo para la soberanía con el cual poder «evitar un efecto de fragmentación en el mercado único». En este sentido, el fondo pretende aumentar la financiación de la UE proporcionando «una solución estructural para aumentar los recursos disponibles para la investigación, la innovación y los proyectos industriales estratégicos».